# Gelbfüßler
Gelbfüßler ist ein Neckname, mit dem Badener von Schwaben oder teilweise auch von Pfälzern bzw. Kurpfälzern bezeichnet werden. Je nach Dialekt sind hierbei die Bezeichnungen Gälfießler, Gälfiaßler, Gälfiäßler, Gelbfiaßler, Geelfiaßler, Gealfüaßler usw. üblich. Er ist nicht zu verwechseln mit „Gelbfüßer“ als Neckname für die Burgenländer in Österreich.
Die Einwohner von Würselen-Bardenberg haben den Ortsnecknamen „Jeel Puete“ (Gelbe Füße).

## Herkunftsgeschichte
Historisch wurde die Bezeichnung für den Volksstamm der Schwaben verwendet. Auch wenn der Begriff „Schwaben“ heute mehrheitlich für die Einwohner Württembergs verwendet wird, so ist zu berücksichtigen, dass der Volksstamm der Schwaben sowohl in württembergischem, bayerischem als auch in badischem Herrschaftsgebiet siedelt. Daher ist zu vermuten, dass die Bezeichnung früher sowohl für Badener als auch für Württemberger verwendet wurde.

### Gelbfüßler als Bezeichnung für Schwaben
Schon in Johann Fischarts Werk Affentheurlich Naupengeheurliche Geschichtklitterung taucht 1575 die Aussage auf, dass die Schwaben „gelb Füß“ haben. Möglicherweise sagte man den Schwaben traditionell gelbe Füße nach, weil sie wegen ihrer Armut barfuß liefen und ihre Füße daher einen braun-gelben Farbton angenommen hatten.
Auch in Sebastian Sailers Schwank Die sieben Schwaben (um 1756) findet sich die Bezeichnung Gelbfüßler bzw. Gealfüaßler für einen Schwaben. Im Kriegszug der Sieben Schwaben (1827) wird einer der Sieben als Bopfinger Gelbfüßler bezeichnet, da die Bopfinger, um in einem Korb Platz zu sparen, die darin befindlichen Eier mit den Füßen zusammendrückten.
Das Schwäbische Wörterbuch von 1831 bezeichnet die schwäbischen Weinbauern und die schwäbischen Hofbediensteten als Gelbfüßler; erstere aufgrund ihrer gelben hirschledernen Hosen, zweitere wegen der gelben Livree. Im Deutschen Wörterbuch der Brüder Grimm von 1897 steht unter dem Stichwort Gelbfüßler: „vor zeiten ein Spottname der Schwaben bei ihren Nachbarn“.
Nach den napoleonischen Neuordnungen von 1803 bis 1810 kam es zu einer zunehmenden ideologischen Trennung zwischen den Schwaben Badens und Württembergs, welche dazu führte, dass sich Badener heute selbst nicht mehr als Schwaben sehen. Der Begriff „Schwabe“ wird daher heute oft als deckungsgleich mit „Württemberger“ verwendet.

### Gelbfüßler als Bezeichnung für Badener
Ab etwa 1900 wurde der Begriff auf die Einwohner Badens übertragen. Möglicherweise ist dies auf den Greif als Schildhalter im badischen Wappen zurückzuführen, welcher früher mit gelben Klauen versehen wurde. Ursächlich könnten ebenfalls die vom Badischen Regiment im 18. Jahrhundert getragenen gelben Gamaschen sein. Der Begriff ist aus badischer Sicht abwertend, wie auch die von Schwaben negativ gemeinte Bezeichnung „Badenser“, aus lateinisch badensis, was sich aus dem Sprachgebrauch im Heiligen Römischen Reich (HRR) herleitet, dem „Dux Badensis“ als Titel des Markgrafen. Im Französischen findet sich die Erklärung des „Badeners“ vom Titel „Duc badenois“, den Markgraf Carl Friedrich, nach dem Ende des HRR, unter Napoleon annahm.
Eine andere Erklärung für den Begriff Gelbfüßler geht dahin, dass die Truppen des badischen Markgrafen an ihren Füßen gelbe Gamaschen (anstatt von Strümpfen wurden die Füße mit Stoffstreifen umwickelt) trugen, welche ihre Farbe aufgrund von Nässe auf die Füße, die dann gelben Füße, übertrug.